# Defibrillatie

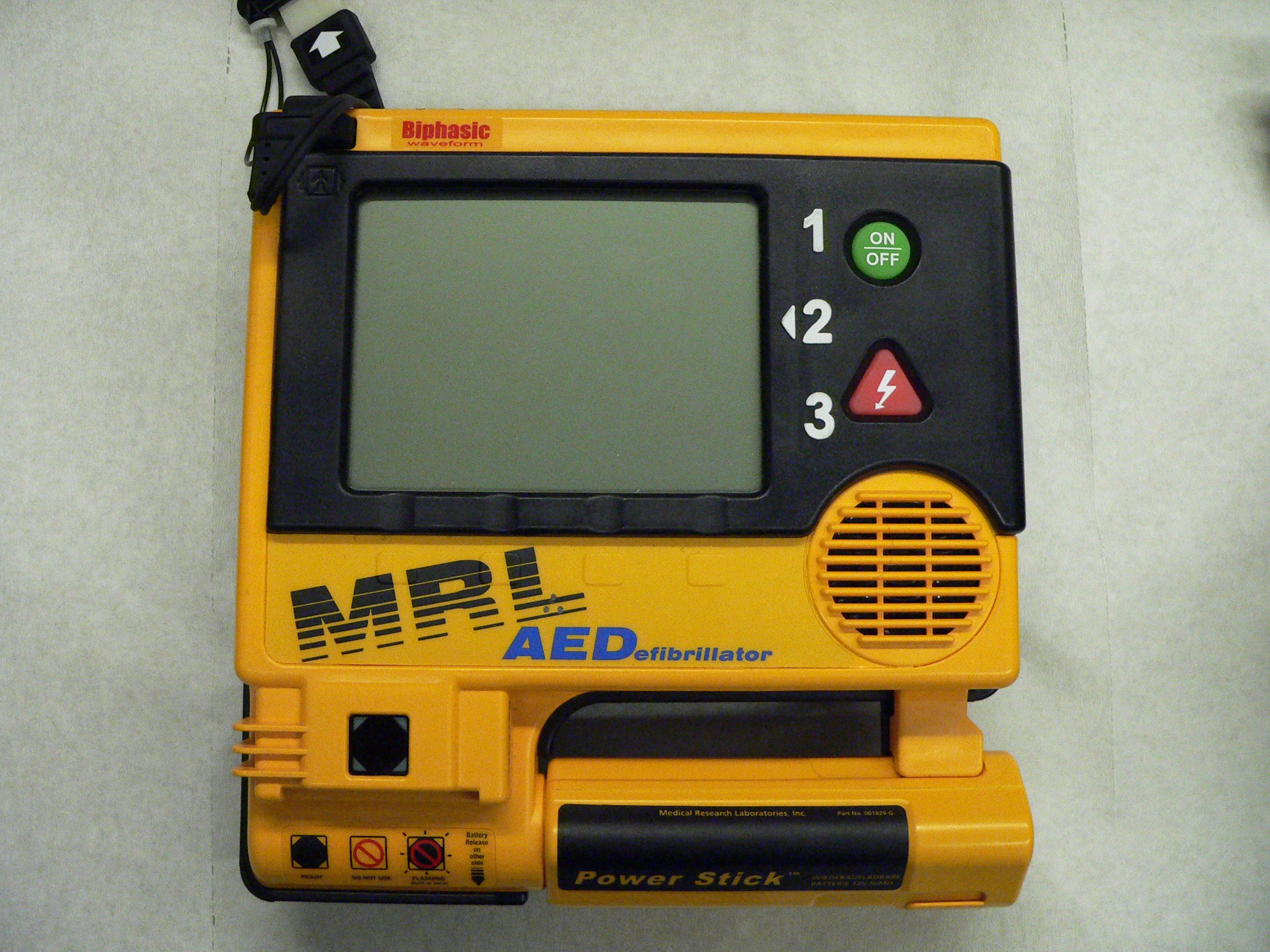
Defibrillator

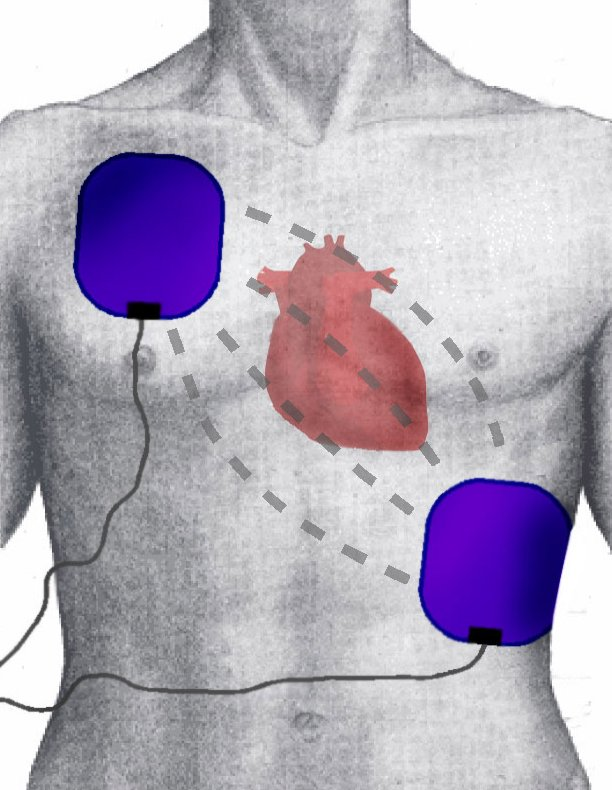
Positie van de elektroden

Defibrillatie is het zodanig toedienen van een elektrische schok dat het hart van een patiënt die bewusteloos is ten gevolge van bepaalde ritmestoornissen (ventrikelfibrilleren of ventrikeltachycardie), stil komt te staan, zodat de normale regelmechanismen van het hart de controle weer over kunnen nemen. Bij een normaal kloppend hart kan het effect averechts zijn. Moderne defibrillators kunnen dit onderscheid echter zelf maken en zullen geen schok afgeven als het hart normaal klopt. De werking berust erop dat door de geforceerde ontlading (spanning tot 800 volt) door het hart heen alle spiercellen tegelijk worden gedepolariseerd, waarna ze allemaal ook even tegelijk refractair zijn, zodat de normale regelmechanismen de kans krijgen zich weer te doen gelden.

## Techniek van het defibrilleren
De borstkas van de patiënt wordt ontbloot, waarna twee gelpads op de huid worden gelegd, een rechts van het borstbeen (vlak onder het sleutelbeen), de andere aan de linker thoraxzijkant, zodat het hart zo veel mogelijk tussen de elektroden in komt te liggen. De bedoeling is dat de schok zo wordt gegeven dat de elektrische stroom zo veel mogelijk door het hart loopt. In plaats van gelpads wordt ook wel een elektrisch geleidende gelei gebruikt. Het doel is de weerstand tussen de elektroden en de huid te minimaliseren. De beide paddels (elektroden) van de defibrillator worden van het apparaat afgenomen en na een knopdruk wordt de in het apparaat aanwezige hoogspanningscondensator opgeladen, meestal tot maximaal 200 of 360 joule (afhankelijk van het type pulsvorm waarmee de energie aan de patiënt wordt toegediend). De paddels worden op de gelpads geplaatst en aangedrukt, waarna de defibrillerende hulpverlener controleert of er geen andere reanimerende helpers contact met de patiënt hebben. Als niemand anders kans loopt op een schok, drukt hij de daarvoor bedoelde knoppen op beide paddels tegelijk in, waarna de condensator zich door het lichaam van de patiënt ontlaadt. In films maakt de patiënt dan meestal een spectaculaire ongecontroleerde stuipachtige beweging, maar in het echt is dit niet zo heftig.